# Arthur Fortant
 (mars 2021).
Si vous disposez d'ouvrages ou d'articles de référence ou si vous connaissez des sites web de qualité traitant du thème abordé ici, merci de compléter l'article en donnant les références utiles à sa vérifiabilité et en les liant à la section « Notes et références ».
François Arthur Fortant (1838 - ?) est un sous-officier français, sergent dans l'artillerie de campagne.  Il est membre de la première mission militaire française au Japon en 1867 dirigée par Jules Chanoine. Il devient ainsi instructeur de l'artillerie dans l'armée du shogun.
Durant la guerre de Boshin, et la déclaration de neutralité des puissances étrangères, Fortant choisit de déserter l'armée française et de continuer la lutte aux côtés du Bakufu.

## Sources
- (en) Cet article est partiellement ou en totalité issu de l’article de Wikipédia en anglais intitulé « Arthur Fortant » (voir la liste des auteurs).